# Улица Строителей (Сестрорецк)
У́лица Строи́телей — улица в городе Сестрорецке Курортного района Санкт-Петербурга. Проходит от Большой Горской улицы до Ивановской улицы. Далее продолжается 20-й дорожкой садоводства «Разлив».
Название было присвоено в 1960-х.

## Перекрёстки
- Большая Горская улица
- Алексеевская улица
- Гагаринская улица
- Ясельный переулок
- Ивановская улица

## Транспорт
- Ж/д платформа Горская (460 м)
- Автобус: № 307, 309